# パラノイド・アンドロイド
「パラノイド・アンドロイド」 (英語: Paranoid Android) は、イギリスのロックバンド、レディオヘッドの楽曲。

## 概要
彼らの3rdアルバム『OK コンピューター』に収録されており、その先行シングルカット曲。イギリスでは最高位3位を記録。ローリング・ストーン誌の『ローリング・ストーンの選ぶオールタイム・グレイテスト・ソング500』では257位で、同ランキングにランクインしたレディオヘッドの楽曲の中では最上位。転調を繰り返しながら進む3(4)部の複雑な曲構成を持ち、叙情的なメロディーを基調にブラジル音楽、ハードロック、グランジ、教会音楽、プログレッシブ・ロック、トリップホップまでを想起させるナンバー。
メジャーシーンのロックバンドの先行シングル曲としては異例とも言えるサビ無し6分23秒の大作だが、元のデモはジョニーのハモンド・オルガンの長大なアウトロがありさらに倍近く長い曲だった。それまでバラードが大半を占めていた『ザ・ベンズ』以前のレディオヘッドのシングル曲群と比べてきわめて異質な趣を持った曲であり、彼らの音楽的実験・挑戦指向が初めて表出したシングルカットとも言える。発表後ライブでは定番となっており、主にセットリスト後半に演奏される。
ちなみにMOJO誌のキース・オールディンのレビューにおいての今曲の評は「レディオヘッドのカタログの中で欠かすことのできないもの。努力と才能と偶然に恵まれ過ぎた一曲」。
後に、WOWOWで放送されたアニメ『Ergo Proxy』のメインテーマに使用された。

## バックグラウンド
キャンド・アプローズセッションにおいて、メンバーはビートルズの『ハッピネス・イズ・ア・ウォーム・ガン』のような"異なった複数曲を1曲にまとめる曲"を構想した。それぞれのパートは異なったメンバーによって書かれ、特に3楽章目のスローなパートは主にジョニーが担当した。この曲を作っている最中、メンバーは「先生に隠れて悪いことをしているような気持ちで」（コリン）にやつき合いながら作業をしていたという。このような長大な曲と格闘しているようなメジャーシーンのバンドはほとんど存在しなかった上、それまでのレディオヘッドの音楽性ともかけ離れた楽曲になることは明白だった。
トム以外のメンバーによってほとんどがまとめられた数少ないナンバーで、トムが外出から帰ってきた時には曲の大部分が完成していた。トムは曲に歌詞を付けてデモも出来上がり、ライブでも何度か披露されたが、先行シングル用の曲になるということで後半のパートは縮小され、最終的に曲は7分以内にまとめられて完成した。

## サウンドプロダクション・歌詞
曲構成は大きく分けて
1. エレアコのアルペジオとカバサ・クラベスなどのパーカッションがかけ合い、ブラジル音楽〜トリップホップ風のグルーヴを醸す第1部
2. 転調し、低音リフから歪んだギター（一部7/8拍子とのポリリズム）が活躍するロック色の強い第2部
3. 再度転調してテンポを落とし、サンプリングされた低音コーラスを下敷きにトムとエドのツインヴォーカルが繰り広げられる第3部
4. 再度転調して歪んだギターが再度奏でられる第4部（第2部のリコール）

となっている。
前述の通り元々のデモでは第4部がハモンド・オルガンソロをとるような展開になっており、歪んだギターのパートは繰り返されない。転調しつつ曲調も大きく変わっていく曲構成だが、物語性のある歌詞も手伝って不自然さや無理やり感は全く感じられず、優れた流麗な進行になっている。複数の曲を一つにまとめたような曲ということで、同じような性格を持つクイーンの『ボヘミアン・ラプソディ』とも当時よく比較されたが、エドは「僕らは90年代のためのボヘミアン・ラプソディを書いたのではない。」として否定している。同様に、メロトロンによく似たワーミーペダルのギターサウンドからプログレッシブ・ロックとの比較もよく語られたが、こちらもメンバーは否定している（MM誌他のインタビュー）。
変幻する曲構成によく追従しながら展開していく歌詞は、一部ロサンゼルスのバーでのトムの実体験に基づき、暴力、狂気、資本主義への政治上の異論などを含んだ趣になっている。
第1部は「Please could you stop the noise(お願いだから、少し静かにしてくれないかな)」などといった歌詞に「I may be paranoid, but not an android(僕は偏執症かもしれない、でも人造人間ではない)」の無機質なコンピューターボイスがかけ合いながら進む。第2部では不穏なコード進行に合わせ「Kicking and squealing gucci little piggy(足をばたつかせて泣きわめいている、グッチ好きの子豚ちゃん)＝バーでの女性がモチーフ」、「Off with his head, man(おい、あいつの首を切れよ)」といった不満と歪んだギターが協奏し、「Rain down, rain down(雨よ、降れ。雨よ、降れ)」が強迫的に何度も繰り返される第3部へと進行。そのコーラスをバックに「The yuppies networking(ヤッピー共のネットワーク)」、「The panic, the vomit(パニック、ゲロ)」といった混沌の情景のまま、恨み節を持ったシニカルなオチ「God loves his children, God loves his children, yeah!(神は神の子らを愛す、神は神の子らを愛す、イェイ！)」で歪んだギターがもう一度呼び戻される。
トムは『パブロ・ハニー』や『ザ・ベンズ』においてネガティブな歌詞を書き続けてきたことを内省し、3rd作成前の期間は『Lucky』（『OK コンピューター』収録）などのポジティブな歌詞を形にすることに尽力してきたが、結果的にはアルバムは同曲のような攻撃的・厭世的な歌詞が大半を占めることになる。

## カヴァー
2011年5月、アメリカのロックバンド、ウィーザーが「パラノイド・アンドロイド」をカヴァーし、YouTubeで動画を公開した。

## チャート
| チャート（1997年）               | 最高順位 |
| -------------------------------- | -------- |
| イギリス（全英シングルチャート） | 3        |

## 参考
- 『レディオヘッド全曲解説』-デイヴ・ルイス著